# Ingerois
Ingerois (finska: Inkeroinen) är en tätort (finska: taajama) i Kouvola stad (kommun) i landskapet Kymmenedalen i Finland. Fram till 1974 låg Ingerois i Sippola kommun och 1975–2008 i Anjalankoski stad. Vid tätortsavgränsningen den 31 december 2021 hade Ingerois 4 550 invånare och omfattade en landareal av 13,48 kvadratkilometer.